# Violet Jessop

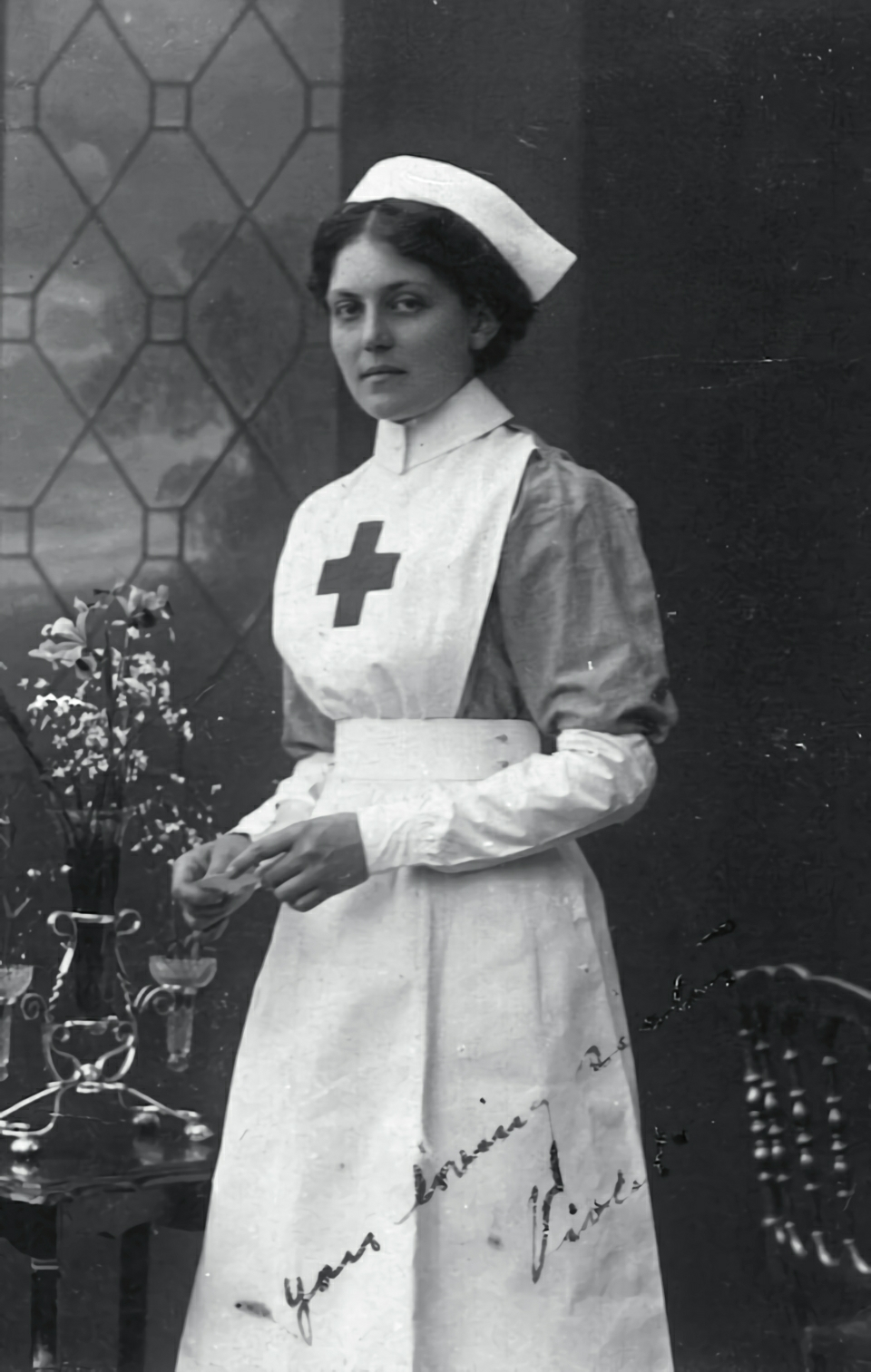
Jessop als Rot-Kreuz-Schwester auf der Britannic, 1915

Violet Constance Jessop (* 2. Oktober 1887 bei Bahía Blanca, Argentinien; † 5. Mai 1971 in Great Ashfield, Suffolk, England) war eine britische Stewardess, die für die Schifffahrtsgesellschaft White Star Line tätig war und unter anderem an Bord aller drei Schiffe der Olympic-Klasse (Olympic, Titanic und Britannic) ihren Dienst versah und mit allen drei Schiffen in Unglücke verwickelt war.

## Kindheit
Violet Jessop wurde als erstes von neun Kindern der irischen Emigranten William Jessop und Katherine Kelly Jessop geboren. Nur sechs der Geschwister überlebten, Violet selbst erkrankte in jungen Jahren an Tuberkulose. Als der Vater 1903 starb, zog die Familie nach Großbritannien. Ihre Mutter arbeitete als Stewardess bei der Royal Mail Line, die einen Linienbetrieb von Europa nach Südamerika und in die Karibik unterhielt. Violet Jessop kümmerte sich als älteste Tochter um die jüngeren Geschwister. 1908 erkrankte ihre Mutter schwer. Violet verließ die Schule und wurde wie zuvor ihre Mutter Stewardess der Royal Mail Line. 1910 begann sie für die White Star Line zu arbeiten, deren drei Schwesterschiffe Olympic, Titanic und Britannic später traurige Berühmtheit erlangten.

## Die Schiffsunfälle
Am 20. September 1911 war Violet Jessop an Bord der Olympic, als diese mit dem britischen Kreuzer Hawke kollidierte. Beide Schiffe wurden stark beschädigt, sanken jedoch nicht.
Sieben Monate später, am 10. April 1912, war sie eine der dreiundzwanzig Stewardessen an Bord der Titanic. Nach dem Zusammenstoß des Schiffes mit einem Eisberg nach vier Tagen Fahrt im Nordatlantik sank die Titanic mit einem erheblichen Verlust an Menschenleben. Jessop gelangte in das Rettungsboot Nr. 16 und wurde acht Stunden später von dem Passagierschiff Carpathia aufgenommen, welches die Überlebenden nach New York brachte.
Im Ersten Weltkrieg arbeitete Jessop als Krankenschwester für das Britische Rote Kreuz. 1916 war sie an Bord der Britannic stationiert. Am 21. November des Jahres befand sich das Schiff im griechischen Mittelmeerraum und sank aufgrund einer Explosion, die wahrscheinlich von einer deutschen Seemine herrührte. Violet Jessop saß in einem der beiden Rettungsboote, die in die noch rotierenden Schiffsschrauben gezogen wurden, konnte aber im letzten Moment herausspringen. Obwohl sie nicht schwimmen konnte und unter Wasser mit dem Kopf gegen den Kiel eines Rettungsbootes schlug, schaffte sie es noch aufzutauchen, so dass sie von der Besatzung eines anderen Rettungsbootes gerettet werden konnte. Jahre später erfuhr sie, dass sie sich bei der Rettungsaktion eine Schädelfraktur zugezogen hatte.

## Späteres Leben
Nach dem Krieg arbeitete sie weiterhin für die White Star Line, später für die Red Star Line und dann die Royal Mail Line. In ihren späten 30er Jahren war Jessop kurz verheiratet, die Ehe war kinderlos und wurde nach kurzer Zeit geschieden. 1950 setzte sie sich in Great Ashfield, Suffolk zur Ruhe.
Dort starb sie 1971 im Alter von 83 Jahren an einer Herzinsuffizienz als eine der letzten verbliebenen erwachsenen Titanic-Überlebenden.
1934 verfasste Jessop ihre Memoiren unter einem Pseudonym. Das Manuskript wurde erst 1997 veröffentlicht (Titanic Survivor).